# Stanislas Robin

a Compétitions nationales et continentales officielles uniquement.

b Matchs officiels uniquement.
Stanislas Robin dit Stan Robin, né le 21 octobre 1990 à Valenciennes, est un joueur de rugby à XIII français évoluant au poste de demi d'ouverture. Après avoir été formé au Vileneuve-sur-Lot avec lequel il fait ses débuts en Championnat de France, il agrémente sa carrière à travers de nombreux clubs. Il participe notamment à la Super League avec les Dragons Catalans. En 2017, il s'engage avec Toulouse. Il est également international français.

## Biographie
Après une saison 2017 chargée, il est diminué physiquement et ne peut pas participer à la Coupe du monde 2017.
En 2021, dans le cadre d'une rencontre de préparation des Dragons Catalans, il est sélectionné dans le XIII du Président réunissant les meilleurs éléments du Championnat de France.

## Palmarès
- Collectif :
  - Vainqueur de la Coupe d'Europe : 2018 ( France)
  - Vainqueur de la Coupe de France : 2016 (Saint-Estève XIII catalan).
  - Finaliste du Championnat de France : 2022 (Limoux).
- Personnel
  - Élu joueur du mois en avril 2019 par le magazine britannique Rugby League World[3] et membre de l'équipe du mois d'avril 2019 dans le même numéro.

### Détails

#### En sélection
| Matchs internationaux de Stanislas Robin | Matchs internationaux de Stanislas Robin | Matchs internationaux de Stanislas Robin | Matchs internationaux de Stanislas Robin | Matchs internationaux de Stanislas Robin | Matchs internationaux de Stanislas Robin | Matchs internationaux de Stanislas Robin | Matchs internationaux de Stanislas Robin | Matchs internationaux de Stanislas Robin | Matchs internationaux de Stanislas Robin | Matchs internationaux de Stanislas Robin | Matchs internationaux de Stanislas Robin |
|                                          | Date                                     | Adversaire                               | Résultat                                 | Compétition                              | Poste                                    | Points                                   | Essais                                   | Pen.                                     | Drops                                    |                                          |                                          |
| ---------------------------------------- | ---------------------------------------- | ---------------------------------------- | ---------------------------------------- | ---------------------------------------- | ---------------------------------------- | ---------------------------------------- | ---------------------------------------- | ---------------------------------------- | ---------------------------------------- | ---------------------------------------- | ---------------------------------------- |
| sous les couleurs de la France           |                                          |                                          |                                          |                                          |                                          |                                          |                                          |                                          |                                          |                                          |                                          |
| 1.                                       | 17 octobre 2015                          | Irlande                                  | 31-14                                    | Coupe d'Europe                           | Remplaçant                               | 4                                        | 1                                        | 0                                        | 0                                        |                                          |                                          |
| 2.                                       | 24 octobre 2015                          | Angleterre                               | 4-84                                     | Amical                                   | Demi d'ouverture                         | 0                                        | 0                                        | 0                                        | 0                                        |                                          |                                          |
| 3.                                       | 30 octobre 2015                          | pays de Galles                           | 14-6                                     | Coupe d'Europe                           | Remplaçant                               | 0                                        | 0                                        | 0                                        | 0                                        |                                          |                                          |
| 4.                                       | 7 novembre 2015                          | Écosse                                   | 32-18                                    | Amical                                   | Demi d'ouverture                         | 4                                        | 1                                        | 0                                        | 0                                        |                                          |                                          |
| 5.                                       | 22 octobre 2016                          | Angleterre                               | 6-40                                     | Amical                                   | Demi d'ouverture                         | 0                                        | 0                                        | 0                                        | 0                                        |                                          |                                          |
| 6.                                       | 17 octobre 2018                          | Angleterre                               | 6-44                                     | Amical                                   | Arrière                                  | 0                                        | 0                                        | 0                                        | 0                                        |                                          |                                          |
| 7.                                       | 27 octobre 2018                          | pays de Galles                           | 54-18                                    | Coupe d'Europe                           | Remplaçant                               | 0                                        | 0                                        | 0                                        | 0                                        |                                          |                                          |
| 8.                                       | 10 novembre 2018                         | Écosse                                   | 28-10                                    | Coupe d'Europe                           | Demi d'ouverture                         | 0                                        | 0                                        | 0                                        | 0                                        |                                          |                                          |

#### En club
| Saison | Club             | Compétition  | Matchs | Points | Essais | Buts | Drop |
| ------ | ---------------- | ------------ | ------ | ------ | ------ | ---- | ---- |
| 2015   | Dragons Catalans | Super League | 8      | 4      | 1      | 0    | 0    |
| 2016   | Sheffield Eagles | Championship | 8      | 8      | 2      | 0    | 0    |